# Köpstad
En köpstad är en plats där handel idkas. Städer med handelsprivilegier omnämndes köpstäder under medeltiden, i Sverige och Danmark samt till viss del även Norge.
Privilegierna innebar i Danmark normalt sett handelsmonopol inom ett visst område, rätt till egen administration skilt från landets i stort, rätt till egen domstol, frihet från vissa skatter och inget tvång på värnplikt. Därutöver kunde även religionsfrihet vara en del av privilegiet. Dessa privilegier urholkades mer och mer ju längre tiden gick, och de sista privilegierna försvann i och med kommunreformen i Danmark 1970.